# Stylonychia
Stylonychia é um gênero de ciliados incluidos na subclasse Stichotrichia, muito comum em águas frescas e no solo, encontrado principalmente em algas filamentosas, em películas de superfície e entre partículas de sedimentos. Assim como seus parentes, os integrantes do gênero Stylonychia tem os cílios agrupados em membranas ao redor da boca e os cirros sobre o corpo. Distingüem-se principalmente por possuirem cirros longos na parte posterior, geralmente um conjunto de três. 